# COROT-2b

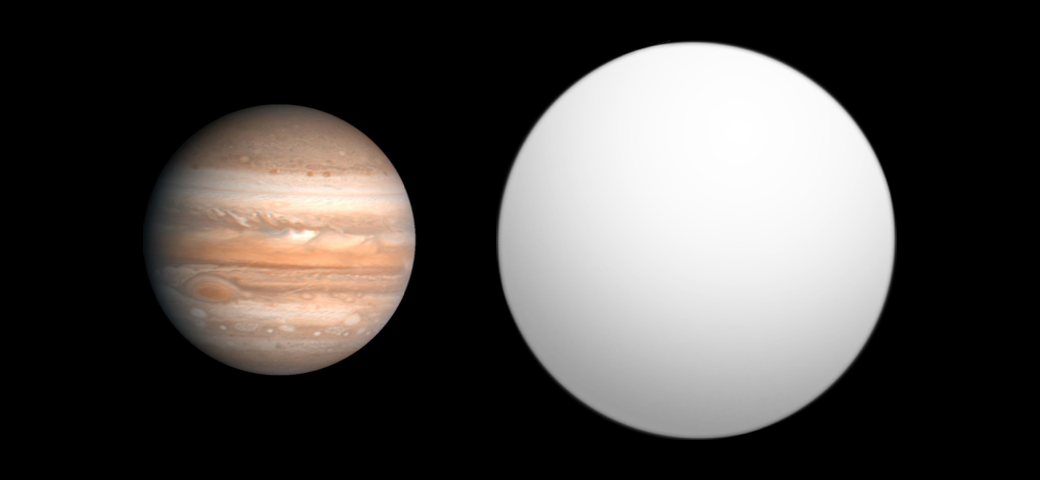
Comparação de tamanho de COROT-2b com Júpiter.

COROT-2b (anteriormente conhecido como COROT-Exo-2b) é o segundo planeta extrassolar a ser detectado pela missão francesa COROT, e orbita a estrela COROT-2 a uma distância de 930 anos-luz da Terra na constelação de Aquila. Sua descoberta foi anunciada em 20 de dezembro de 2007. Após sua descoberta pelo método de trânsito, sua massa foi confirmada pelo método de velocidade radial.